# Eduardo Guerra Carneiro
Eduardo Guerra Carneiro (Chaves, 4 de Outubro de 1942 — Lisboa,  2 de Janeiro de 2004) foi um escritor e jornalista português.

## Biografia
Frequentou o curso de História da Faculdade de Letras do Porto.
Ainda muito jovem, fez parte, junto com António Cabral, Eurico Figueiredo, José Vasconcelos Viana e Nuno Barreto, entre outros, do movimento “Setentrião” de Vila Real, tendo sido co-fundador da revista com o mesmo nome. Publicou o seu primeiro livro de poesia em 1962, O Perfil da Estátua, seguindo-se muitos outros de poesia e de crónicas, tais como: Isto Anda Tudo Ligado (poesia, 1970) É assim que se Faz a História (1973), Damas de Copas (1981), Contra a Corrente (1988), Profissão de Fé (1990), Lixo (1993), Outras Fitas, (1999) e A Noiva das Astúrias (2001). A sua produção literária manifesta-se, inicialmente, no surrealismo e, mais tarde, num lirismo neorromântico.
Como jornalista, exerceu, desde o final dos anos 60, a sua profissão em vários órgãos de informação, como o Primeiro de janeiro , Diário Popular , O Século , República, Se7e, entre outros, e em diversos programas de rádio, como “As Noites Longas do FM Estéreo”. Em 1975 foi cooperante na República Popular da Guiné Bissau onde fundou o jornal Nô Pintcha, ainda hoje o periódico de referência daquele país africano.
Foi um destacado cultor da crónica jornalística. Distinguido, duas vezes, com o prémio Júlio César Machado que prestigia os melhores textos sobre Lisboa, na imprensa diária.
Eduardo Guerra Carneiro está representado em diversas antologias. Traduziu também várias obras literárias para português, como o romance de Edgar Allan Poe Aventuras de Arthur Gordon Pym. Colaborou em várias obras cinematográficas, como “Jogo de Mão” de Monique Rutler, de que foi argumentista. O cantor Vitorino musicou o seu poema “Dama de Copas”, incluído no disco “Flor de la Mar”. Participou como actor no filme “Dina e Django” de Solveig Nordlund.
Sobre a sua poesia, escreveu Manuel João Gomes: «poesia em prosa, prosa de poeta incorrigível, melancólico, irónico, um tudo-nada romântico. Poesia às vezes jornalística, quotidiana e quotinocturna, em cima do acontecimento. Antes, durante e depois da ressaca. Confissões, recordações da terra natal, paisagens, retratos».
Trabalhou ou colaborou em jornais tão diversos como o Diário Popular, Se7e, Portugal Hoje, Match Magazine, O Primeiro de Janeiro, ABC, O Século, República, TV Guia, Europeu ou Tempo, e em diversos programas de rádio.

## Obras
- O Perfil da Estátua (poesia, 1962)
- Corpo Terra (poesia, 1966)
- Algumas Palavras (poesia, 1969)
- Isto Anda Tudo Ligado (poesia, 1970)
- É Assim Que Se Faz a História (poesia, 1973)
- Como Quem Não Quer a Coisa (poesia, 1978)
- Dama de Copas (poesia, 1981)
- Contra a Corrente (poesia, 1988)
- Profissão de Fé (poesia, 1990)
- Lixo (poesia, 1993)
- O Revólver do Repórter (crónicas, 1994)
- Outras Fitas (crónicas, 1999)
- A Noiva das Astúrias (poesia, 2001)